# Густаф Норлін
Густаф Норлін (швед. Gustaf Norlin, нар. 9 січня 1997, Лідчепінг, Швеція) — шведський футболіст, півзахисник клубу «Гетеборг».

## Ігрова кар'єра
Густаф Норлін народився у місті Лідчепінг і у 2014 році приєднався до однойменного клубу, що грав у третьому дивізіоні.
Після чотирьох сезонів у складі ФК «Лідчепінг» Норлінг перейшов до «Шевде АІК», де провів ще два сезони і зіграв понад п'ятидесяти матчів.
У 2020 році Норлін пішов на підвищення, прийнявши запрошення клубу з Аллсвенскан «Варбергс БоІС». Своєю результативною грою Норлін допоміг клубу з першого сезону закріпитися у Аллсвенскан. На початку 2021 року футболіст уклав чотирирічну угоду з клубом «Гетеборг».